# Schausiella santarosensis
Schausiella santarosensis is een vlinder uit de familie nachtpauwogen (Saturniidae), onderfamilie Ceratocampinae.
De wetenschappelijke naam van de soort is voor het eerst geldig gepubliceerd door Lemaire in 1982.
De soort is enkel gevonden in het noord-westen van Costa Rica waar ze voorkomt in het droge tropische woud. Ze is genoemd naar het Nationaal Park Santa Rosa aldaar. De waardplant is de boom Hymenaea courbaril.